# Fernando Javier León Rodríguez
Fernando Javier León Rodríguez es un director y guionista de cine mexicano, nacido en 1966 en el barrio de La Merced de la Ciudad de México.

## Trayectoria
Estudió Teatro en los talleres de Juan Tovar (1993) y Vicente Leñero (1994-2001), y Guionismo en la Universidad Internacional Menéndez y Pelayo, en Valencia, España (1997). Participó en el Quinto Taller de Guiones del Instituto Sundance —Fundación Toscano (1999) y en el Primer Laboratorio de Guiones de la Fundación Contenidos de Creación— Sundance Institute, en Barcelona, España (2000).
Además de su actividad cinematográfica, León Rodríguez, se ha dedicado al teatro y la televisión: en 1997 el Fondo Nacional para la Cultura y las Artes (FONCA) produjo su obra teatral Activo fijo, bajo la dirección de Rogelio Luévano.

## Filmografía
Como director
- 2011.- La cebra (Largometraje) Guion y Dirección.
- 2005.- El gato (Cortometraje)  Guion y Dirección.
- 1997.- La tarde de un matrimonio de clase media (Cortometraje) Guion y Dirección.
- 1995.- Mi pollito de la feria (Cortometraje)  Guion y Dirección

Como guionista
- 2023.- Tengo que morir todas las noches (Serie de T.V.)
- 2018.- La Peste (Serie de T.V. como J Fernando Leon R)
- 2018.- Mi mariachi (Largometraje)
- 2015.- Hasta que la muerte nos separe (Largometraje)
- 2010.- Los Minondo (Serie de T.V.)
- 2010.- El atentado (Largometraje)
- 2010.- De la infancia (Largometraje)
- 2004.- El atraco (Largometraje)
- 2002.- El último tren (Largometraje)
- 1999.- La ley de Herodes (Largometraje)
- 1997.- Educación sexual en breves lecciones (Largometraje)
- 1992.- La gente ya no escribe (Cortometraje)

- Datos: Q18417292